# Cerma cuerva
Cerma cuerva är en fjärilsart som beskrevs av Barnes 1907. Cerma cuerva ingår i släktet Cerma och familjen nattflyn. Inga underarter finns listade i Catalogue of Life.